# Schauff (Unternehmen)
Die Fahrradfabrik Schauff ist ein deutscher Zweiradhersteller aus Remagen.

## Firmengeschichte

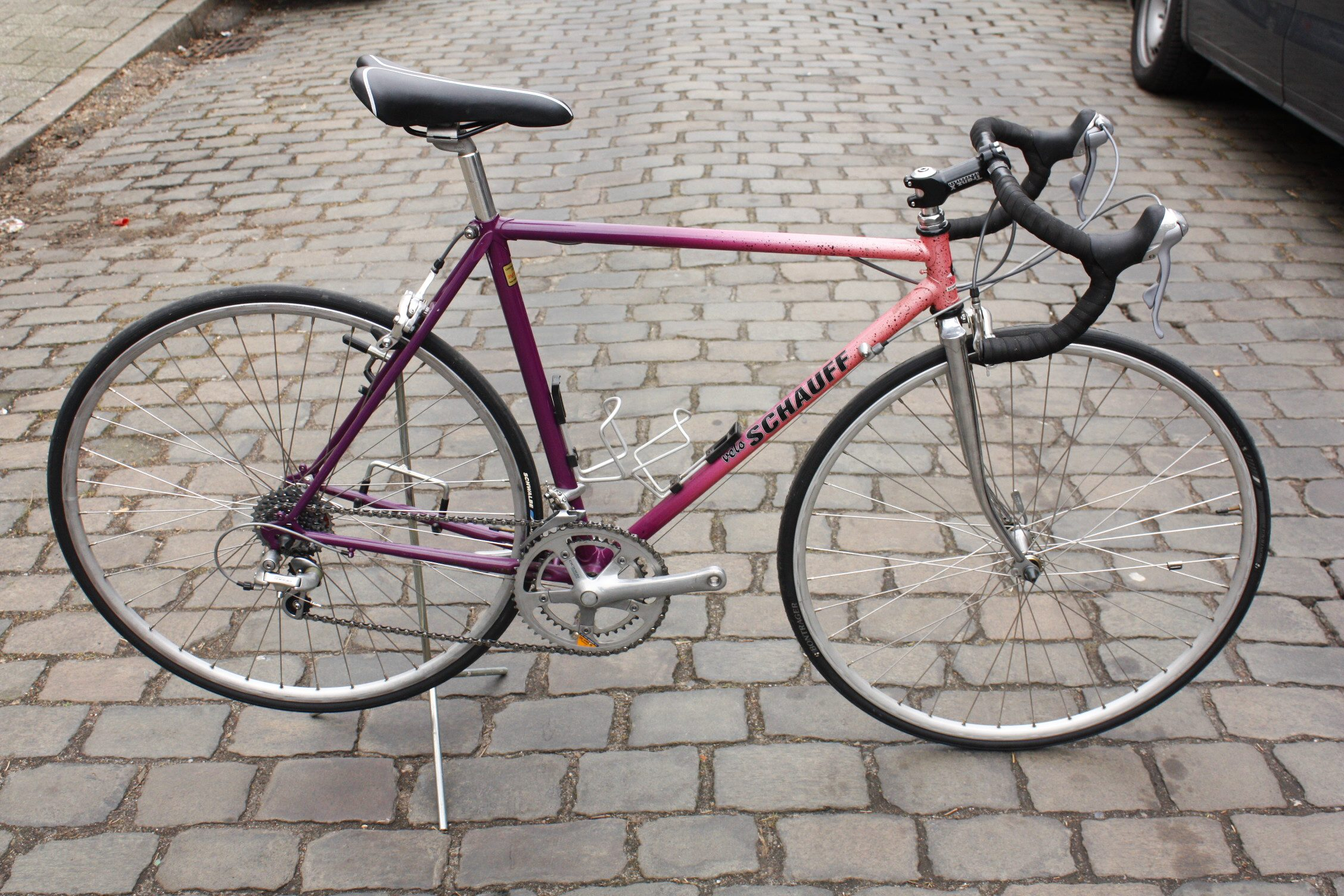
Schauff Rennrad aus den 1990ern

Die Fahrradfabrik Schauff wurde von Hans Schauff und Barbara Schauff im Jahr 1932 in Köln-Ehrenfeld, nahe der Sechstage-Rennbahn Rheinlandhalle, als Fabrik für Rennrahmen gegründet. Aufgrund der Bombenangriffe während des Zweiten Weltkrieges und den damit einhergehenden Schäden, die zu Beeinträchtigungen in der Produktion und des Handels mit Fahrrädern führten, erfolgte 1940 der Umzug nach Remagen.
Mit Ende des Krieges 1945 und nach der Währungsreform 1948 wurde die Fertigung und der Verkauf von Fahrrädern fortgeführt, einhergehend mit dem Neubau eines Fabrikgebäudes in der Bergstraße in Remagen. Der bis dahin in Köln bestehende Fabrikverkauf wurde 1949 eingestellt.
Im Jahr 1968 verlagerte sich die Produktion in das Industriegebiet von Remagen, wo ein Gleisanschluss der Deutschen Bahn den notwendig gewordenen Ausbau des Logistikbereichs des Unternehmens ermöglichte. Des Weiteren wurden, wegen der stetig steigenden Nachfrage nach Fahrrädern, die Produktionsstätten sukzessive um drei Gebäude erweitert, in denen während Zeiten der höchsten Auslastung bis zu 700 Fahrräder pro Tag produziert wurden.
Gegen Ende des Jahres 2004 sah sich Schauff gezwungen, die Produktion einzustellen und die noch im Unternehmen beschäftigten Mitarbeiter zu entlassen. Heute fertigt Schauff, nach der Umstellung von Großserienproduktion auf Kleinserienproduktion, individuell auf die Bedürfnisse des Fahrradmarktes zugeschnittene Modelle.

## Sponsoring

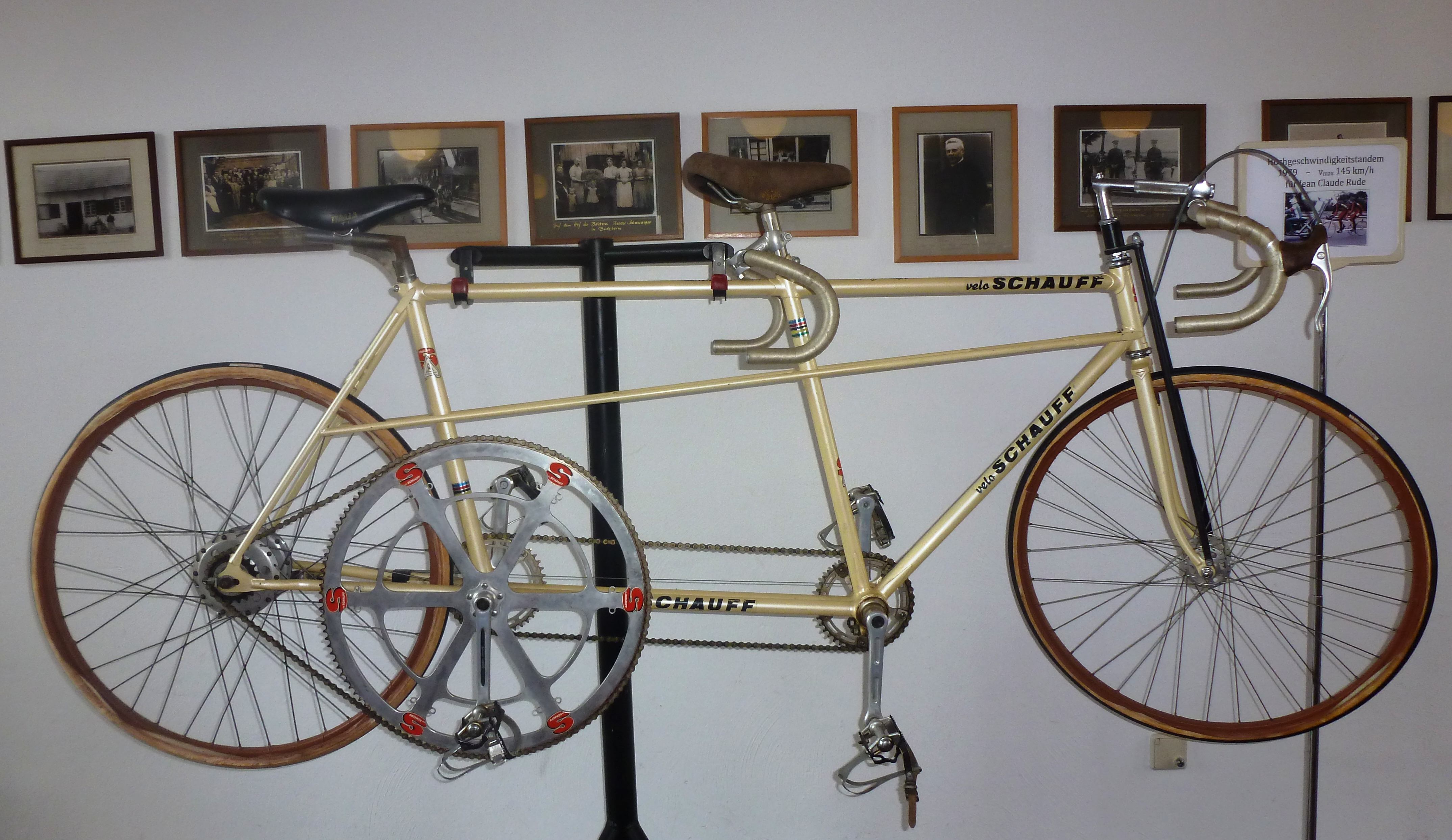
Hochgeschwindigkeits-Tandem von Schauff aus dem Jahre 1979

Seit Firmengründung engagiert sich Schauff für den Radsport, indem sie Radrennfahrer und Radsportteams mit ihren Rädern ausstatten. Ihnen gelang es, im Laufe der Zeit diverse Erfolge zu erzielen. Ferner unterstützte Schauff auch verschiedene Trends logistisch, so beispielsweise durch die nötige Infrastruktur in Form einer zur Verfügung gestellten BMX-Bahn. Schauff war in den 1990er-Jahren Hauptsponsor des Schauff Öschelbronn professional cycling team, des späteren UCI ProTeams Gerolsteiner, sowie Ausstatter von Nationalmannschaften des Bundes Deutscher Radfahrer in verschiedenen Jahren.
Auf einem Tandem von Schauff stellte der französische Rennfahrer Jean-Claude Rude 1979 oder im Frühherbst 1980 einen neuen Geschwindigkeitsrekord von 145 Kilometer pro Stunde auf. Gemeinsam mit dem blinden Fahrer Etienne Chapaz erreichte er diese Geschwindigkeit auf einer Autobahn im Elsass im Windschatten eines Motorrades.

## Produkthistorie

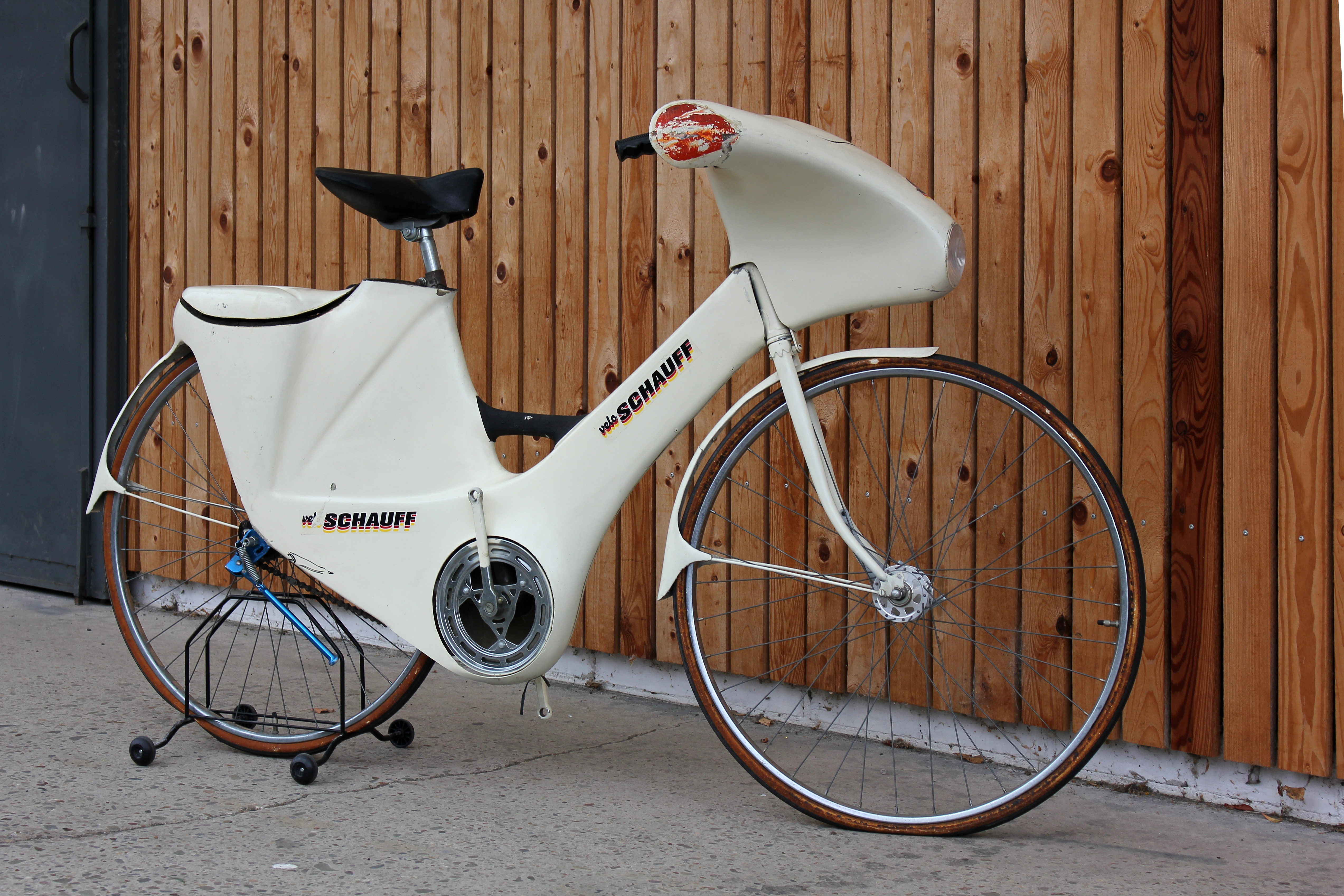
Entwurf von Colani 1982 für Schauff

In seiner langjährigen Geschichte fertigte Schauff die unterschiedlichsten Zweiräder. Zu Beginn waren dies Bahn- und Rennräder, ergänzt durch Sportrahmen. Während der Jahre des Wirtschaftswunders erweiterte Schauff sein Sortiment um Alltagsräder, die zum Teil in den Nahen Osten exportiert wurden, sowie um Mopeds und Motorräder, angetrieben von 98- und 125-cm³-Sachs-Motoren. In Ergänzung hierzu erfolgte der Vertrieb von Touren-Sporträdern unter der Marke „Vitali“.
Mit dem Ende der „Fahrradflaute“ in den 1960er Jahren hielten weitere Fahrradmodelle Einzug in den Produktkatalog des Unternehmens. Hierzu gehörten Klappräder, die unter anderem an die Warenhäuser von Kaufhof geliefert wurden, sowie Bonanzaräder und Tandems, die weltweit vertrieben wurden.
In den 1970er- und 1980er-Jahren nahm Schauff Fahrräder in sein Sortiment auf, die Trendsportarten in den USA entsprungen waren. So lieferte das Unternehmen die ersten BMX-Räder in Deutschland aus und führte 1981 das erste Mountainbike mit der Bezeichnung „Landcruiser“ in Europa ein.

Altes Schauff-Logo (1989)

Im Jahr 1982 gestaltete der Designer Luigi Colani für Schauff den Prototyp eines Damenfahrrades mit strömungsgünstiger Verkleidung von Lenker, Rahmen und Hinterrad. Außer der Stromlinienform mit dem in die Lenkerverkleidung einbezogenen Scheinwerfer waren praktische Details wie ein Handschuhfach und ein in die Hinterradverkleidung integrierter Kindersitz vorgesehen. Links und rechts am Lenker sollte das Fahrrad Blinker haben, obwohl sie damals nicht zulässig waren und derzeit (Stand 2019) nur zulässig sind, wenn eine Verkleidung Handzeichen verdeckt (§ 67 Abs. 3 und 4 StVZO). Zur Serienfertigung des Colani-Fahrrades kam es nicht, weil für die Formen zur Fertigung der Verkleidungen rund eine halbe Million D-Mark hätte investiert werden müssen und die Fahrräder, die damals allgemein 150 bis 200 D-Mark kosteten, um etwa 80 D-Mark verteuert hätten. Der Prototyp hat jedoch die Zeit überdauert.
Zwei Räder aus dem Hause Schauff gehörten zur Sammlung des Wiener Architekten und Designers Michael Embacher, die 2015 im Dorotheum versteigert wurde. Die Entwicklung des Schauff Aero erfolgte im Windkanal von Mercedes-Benz, und die Tests resultierten in einem Bahnrad, dessen Lenker in die Gabel integriert war. Auf einem ähnlichen Schauff-Rad oder (vielleicht) sogar dem Rad aus der Embacher-Sammlung fuhr Fredy Schmidtke, Vizeweltmeister 1982 im 1000-Meter-Zeitfahren. Das zweite Schauff in der Sammlung Embacher war ein Wall Street aus dem Jahre 1993.
Infolge der notwendig gewordenen Umstrukturierung des Unternehmens spezialisiert sich Schauff nunmehr auf Sport- und Trekkingräder sowie City- und E-Bikes, die in Kleinstserie produziert werden oder als Individualanfertigungen erhältlich sind.

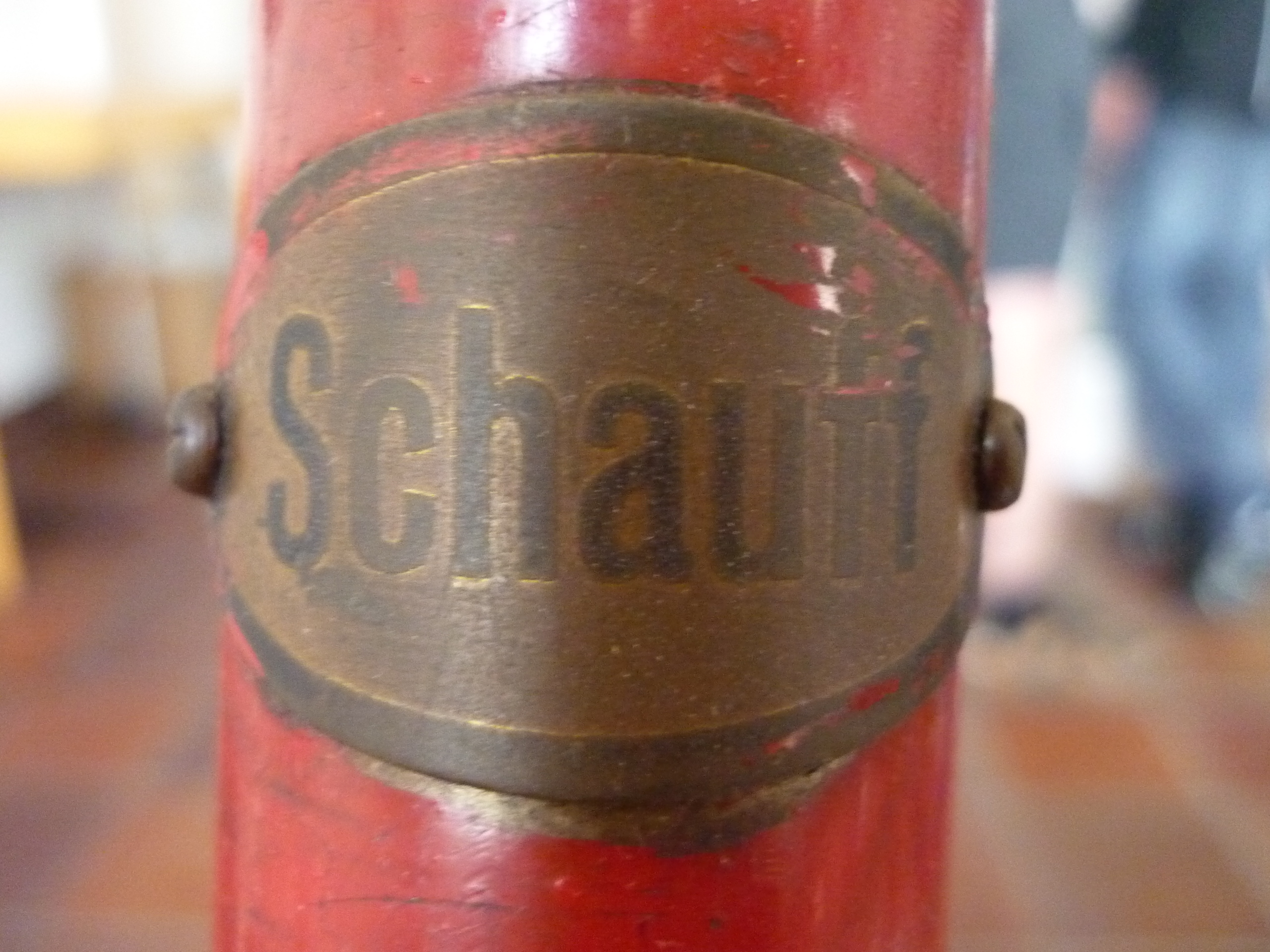
Steuerkopfschild
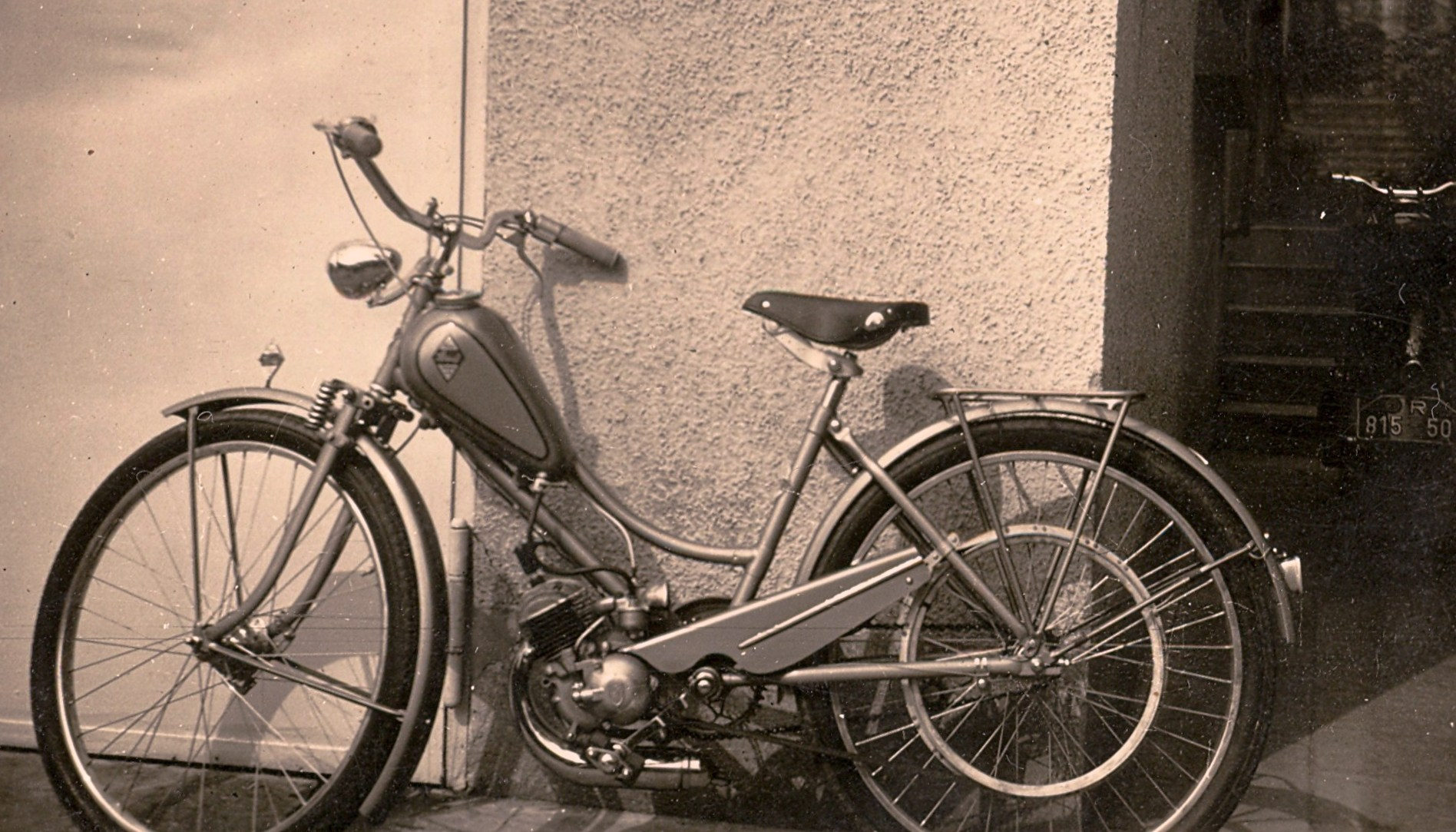
Moped B36, frühe 1950er Jahre
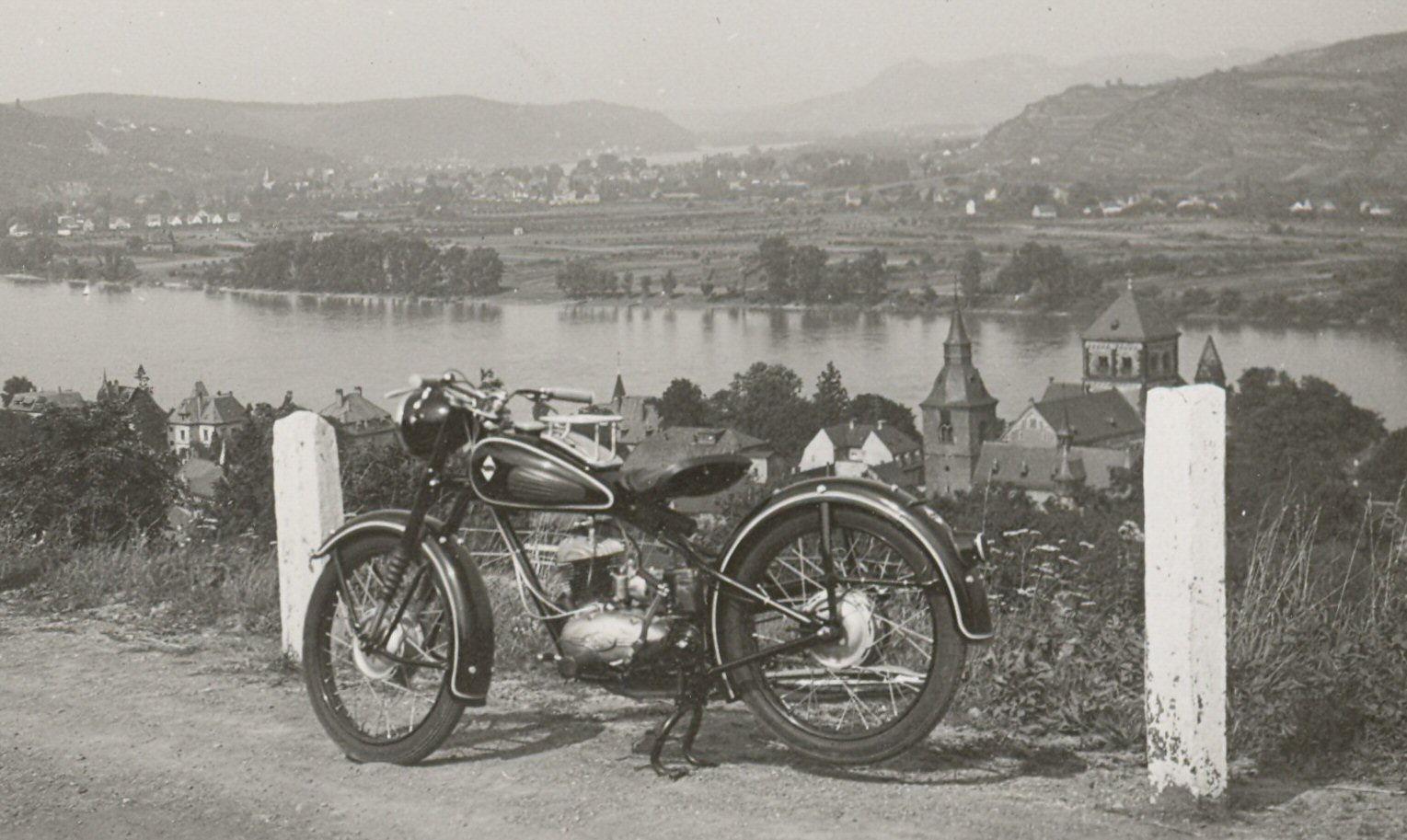
Motorrad von 1952
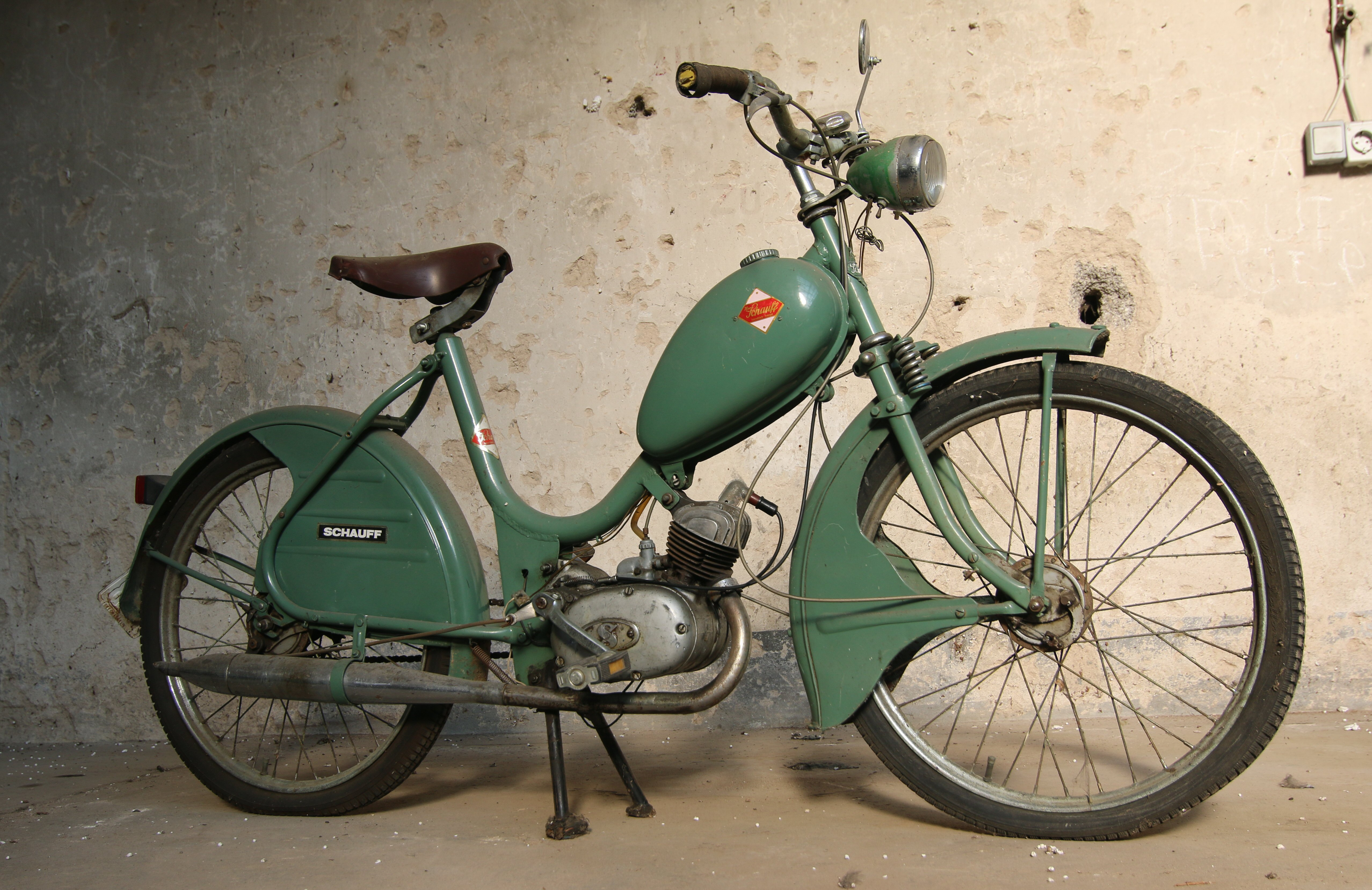
Moped mit Sachs- Einbaumotor (98 cm³) im Werksmuseum Remagen
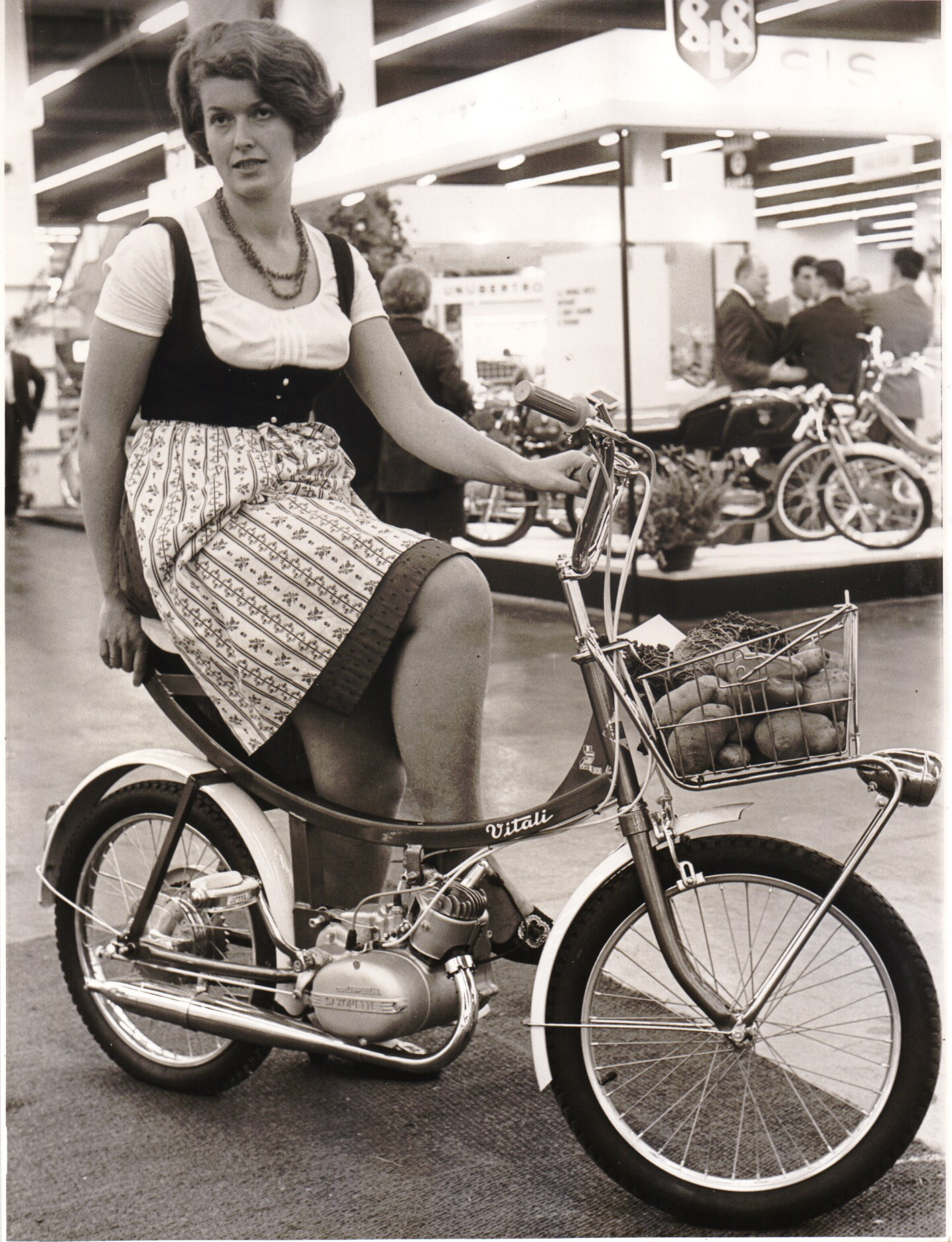
Vitali-Mofa von Schauff auf der IFMA 1966

## Produktauszeichnungen
Schauff erhielt für verschiedenste Modelle aus seiner Produktion insgesamt viermal den Red Dot Design Award des Design Zentrums Nordrhein Westfalen e. V. Im Einzelnen wurde er für das City „Bike La Luna“ 1996, für das Tandem „Wall Street Duo“ und den „Light Rider Companero Classic“ 1995 sowie für das Fahrrad „Wall Street“ 1992 vergeben, das wegen seines Designs international Beachtung fand.